# لئونید بوریاک
لئونید بوریاک (اوکراینی: Леонід Йосипович Буряк؛ زادهٔ ۱۰ ژوئیه ۱۹۵۳) یک ورزشکار اهل اتحاد جماهیر سوسیالیستی شوروی است.
از باشگاه‌هایی که در آن بازی کرده‌است می‌توان به متالیست خارکوف، دینامو کیف و چورنومورتس اودسا اشاره کرد.
وی همچنین در تیم ملی فوتبال شوروی، و تیم ملی فوتبال اوکراین بازی کرده است.
وی در مسابقات کشوری و بین‌المللی در مجموع برندهٔ ۱ مدال برنز شده‌است.